# Шон О'Доннелл
Шон О'Доннелл (англ. Sean O'Donnell; 13 жовтня 1971, м. Оттава, Канада) — канадський хокеїст, захисник. 
Виступав за «Садбері Вулвз» (ОХЛ), «Рочестер Амерікенс» (АХЛ), «Фінікс Роудраннерс» (ІХЛ), «Лос-Анджелес Кінгс», «Міннесота Вайлд», «Нью-Джерсі Девілс», «Бостон Брюїнс», «Фінікс Койотс», «Анагайм Дакс», «Філадельфія Флайєрс», «Чикаго Блекгокс».
В чемпіонатах НХЛ — 1224 матчі (31+198), у турнірах Кубка Стенлі — 106 матчів (6+13).
У складі національної збірної Канади учасник чемпіонату світу 1999 (9 матчів, 1+2). 
Досягнення
- Володар Кубка Стенлі (2007).